# Spin (botánico)
Marqués di Spigno (o Spin) ( * 1775 - 1840 ) fue un botánico italiano. Desarrolló gran parte de su actividad científica en Turín.
- La abreviatura «Spin» se emplea para indicar a Spin como autoridad en la descripción y clasificación científica de los vegetales.[1]

Existen 32 registros IPNI de sus identificaciones y clasificaciones de nuevas especies, las que publicaba habitualmente en : Le Jardin de St. Sebastien soit Catalogue des plantes; L'Orto Botanico di Padova; Herb. Pedem.; Cat. Jard. Bot. St. Seb.; cf. D.J. Mabberley in Taxon; Prodr. (DC.)